# Orchestre de chambre d'Ostrobotnie
L’Orchestre de chambre d'Ostrobotnie (Keski-Pohjanmaan Kamariorkesteri en finnois), connu également internationalement sous le nom de Ostrobothnian Chamber Orchestra, est un orchestre de chambre finlandais basé à Kokkola.

## Historique
L'orchestre de chambre d'Ostrobotnie est fondé en 1972 par Juha Kangas et réunit à l'origine des étudiants du conservatoire de Kokkola. 
Depuis 1989, l'ensemble est une formation professionnelle régulière, dont le répertoire couvre un large pan de l'histoire de la musique, du baroque à la musique contemporaine. L'orchestre s'attache particulièrement à la promotion de la musique finlandaise d'aujourd'hui et est le créateur de plus de 160 œuvres à ce jour.   
L'orchestre de chambre d'Ostrobotnie a reçu en 1993 le Prix musical du conseil nordique et a sorti plus de 70 enregistrements.   
Depuis 2013, le directeur musical de l'ensemble est le chef d'orchestre finlandais Sakari Oramo.

## Directeurs musicaux
Comme directeurs musicaux, se sont succédé Juha Kangas de 1972 à 2008, Sakari Oramo, Tuomas Hannikainen et Johannes Gustavsson entre 2009 et 2013, et, depuis 2013, de nouveau Sakari Oramo.

## Créations
Quelques créations notables de l'orchestre :
- Osvaldas Balakauskas, Polilogas (1991) ;
- Onutė Narbutaitė, Sinfonia col triangolo (1991) ;
- Erkki-Sven Tüür, Insula deserta (1989) ;
- Pēteris Vasks :
  - Symphonie pour cordes (1991) ;
  - Musica adventus (1997) ;
  - Adagio pour cordes (1996) ;
  - Musica appassionata pour cordes (2002) ;
  - Missa (2005).